# Пикник в космосе
«Пикник в космосе» (англ. SpaceCamp) — американский научно-фантастический фильм 1986 года, снятый режиссёром Гарри Уайнером. В ролях Кейт Кэпшоу, Лиа Томпсон и Келли Престон.
Мировая премьера состоялась 6 июня 1986 года.

## Сюжет
Группа юных американцев, мечтающих стать астронавтами и покорять безвоздушное пространство, отправляется на летние каникулы в «Космический лагерь» — тренировочный комплекс, созданный под эгидой НАСА. Здесь перед ними открывается всё очарование полётов в космос, а от них требуются жёсткая дисциплина и умение работать в команде, так необходимые для освоения новых миров.
И вот, для них наступает самый волнующий момент: «Синяя группа» этих увлечённых и любознательных курсантов получает возможность сымитировать подготовку к полёту в космос. Но, из-за технической неполадки, что-то идёт не так, и трое ребят и двое девочек, во главе с инструктором НАСА Энди, неожиданно для себя взлетают на борту космического челнока «Атлантис» на околоземную орбиту.
Для членов экипажа начинается гонка со временем, так как космический корабль не оборудован к взлёту, и на борту нет кислорода. Потеряв радиосвязь с центром управления, невольные космонавты не могут получить никакой помощи или указаний от профессионалов. Им, всё же, удаётся состыковаться со строящейся безлюдной космической станции и взять там запасы кислорода. В итоге, молодому экипажу удаётся благополучно посадить шаттл в Национальном парке Уайт-Сэндс.

## В ролях
- Кейт Кэпшоу — Энди Бергстрем
- Лиа Томпсон — Кэтрин Фэрли
- Келли Престон — Тиш Амброз
- Ларри Б. Скотт — Руди Тайлер
- Хоакин Феникс — Макс Грэм
- Тейт Донован — Кевин Дональдсон
- Том Скеррит — Зак Бергстрем